# Christian Violy
Christian Violy est un poète québécois, né le 3 décembre 1971 au Québec.

## Biographie
Christian Violy a fait ses études à l’Université Laval (Québec), où il a obtenu un baccalauréat en littérature d’expression française en 1996 et une maîtrise en littérature québécoise en 1999. Coordonnateur à la Division de l’éducation permanente au Collège universitaire de Saint-Boniface, il a également œuvré comme chargé de cours au Campus Saint-Jean (Université de l'Alberta) et adjoint aux programmes – services techniques et créatifs à la Direction de l’éducation française (Alberta Education).
Il a remporté l'un des Grands prix des saisons littéraires (catégorie « essai ») par Guérin éditeur en 1996 pour une œuvre intitulée Du rire à l’enchantement – d'après l'œuvre de Francis Jammes. Il a également participé à plusieurs soirées littéraires, dont le Winnipeg International Writers Festival (2000 et 2007), le Festival international de la poésie de Trois-Rivières (2002) et le Marché francophone de la poésie de Montréal (2006).
Dans sa poésie, Christian Violy met en scène des situations souvent tabous et donne à lire une poésie engagée qui dénonce les abus subis par son entourage. Sa poésie canalise le désespoir pour mieux le plonger dans un recueillement salvateur.

## Publications
- Les silences immobiles,  Éditions des Plaines, 2000.
- Avant la chute,  Éditions des Plaines, 2002.
- Exaucée,  Éditions des Plaines, 2007.